# Džaperovac
Džaperovac – wieś w Chorwacji, w żupanii karlowackiej, w gminie Vojnić. W 2011 roku liczyła 12 mieszkańców.